# Sascha Rösler
Pour les articles homonymes, voir Rösler.
Sascha Rösler est un footballeur allemand né le 28 octobre 1977 à Tettnang (Bade-Wurtemberg).

## Palmarès
- Borussia Mönchengladbach
  - Champion de 2.Bundesliga en 2008.